# Canthon simplex
Canthon simplex là một loài bọ cánh cứng trong họ Bọ hung (Scarabaeidae).